# 청주백제유물전시관
청주백제유물전시관은 충청북도 청주시에 있는 역사 박물관이다.

## 연혁
- 2001년 11월 29일 개관

## 관람 안내
- 관람 시간: 오전 9시 ~ 오후 6시
- 휴관일: 매주 월요일, 양력 1월 1일, 음력 1월 1일, 음력 8월 15일, 임시공휴일(월요일이 공휴일일 경우 그 다음날 휴관)